# La Charité avec quatre enfants
La Charité avec quatre enfants est une sculpture de l'artiste italien Gian Lorenzo Bernini, dit Le Bernin. Réalisée entre 1627 et 1628, l'œuvre est conservée dans les musées du Vatican au Vatican. Cette petite sculpture en terre cuite représente la Charité donnant le sein à un enfant, entourée de trois autres, qui jouent et chahutent. l'empreinte du pouce de l'artiste est visible dans l'argile.  